# Stark's Park
Stark's Park è un impianto calcistico costruito nel 1891 e situato a Kirkcaldy.
Con una capienza di 8.867 posti a sedere, ospita partite casalinghe per i Raith Rovers, il club scozzese del campionato.

## Storia
Stark's Park è lo stadio dei Raith Rovers sin dalla sua costruzione nel 1891. Le tribune e le strutture furono costruite alla fine degli anni 20 dall'architetto Archibald Leitch e furono finanziati dalla vendita del 1925 di Alex James al Preston North End.
L'impianto di illuminazione e altri lavori di ristrutturazione sono stati finanziati dalle vendite di Jackie Stewart al Birmingham City, Jim Baxter ai Rangers e Jimmy McEwan a l'Aston Villa. Quest'ultimo club diventerà il primo ad affrontare i Raith Rovers di notte, con l'illuminazione funzionante, come parte di questo trasferimento.
La vendita di Andy Harrow, nel 1981, al Luton Town, consente di finanziare la costruzione della nuova tribuna sud. Negli anni '90, la società Barr Construction completò il rinnovamento dello stadio per dargli, in linea di massima, la forma conosciuta da allora, con una capacità di 10.700 posti.
L'installazione di un tetto in metallo e di sedili numerati ha ridotto il numero di posti a 8.867 allo stato attuale.
I sostenitori dei Raith Rovers spesso chiamano il loro stadio San Starko in riferimento al San Siro di Milano.
Nella stagione ravvicinata del 2018, è stato posato un campo sintetico.

## Affluenza
Il record di tutti i tempi è stato stabilito nel 1953 per i Raith Rovers e Heart of Midlothian, con 31.306 spettatori.
Le medie degli spettatori per le stagioni precedenti sono:
- 2014-2015: 2.598 (Championship League)
- 2013-2014: 1.659 (Championship League)
- 2012-2013: 1.829 (Division One)